# Pareurystomina filicaudata
Pareurystomina filicaudata är en rundmaskart. Pareurystomina filicaudata ingår i släktet Pareurystomina, och familjen Enchelidiidae. Arten är reproducerande i Sverige.